# Tryton
Tryton est une plate-forme (informatique) applicative de haut-niveau, d'architecture trois tiers, sous licence GPL-3, écrite en Python et utilisant PostgreSQL comme moteur de base de données.

## Noyau
Le noyau de Tryton (aussi appelé cœur) est un fork en 2008 de TinyERP (aujourd'hui appelé Odoo). Il fournit toutes les fonctionnalités nécessaires à une plate-forme applicative complète : persistance des données, modularité, gestion des utilisateurs (authentification, contrôle fin des accès aux données), workflow et rapports, services web et internationalisation. Constituant ainsi une plate-forme applicative qui peut être utilisée dans un large éventail de situations.

## Modules de base
Actuellement, les principaux modules disponibles de Tryton couvrent les champs d'activités suivants :
- Comptabilité
- Facturier
- Gestion des ventes
- Gestion des achats
- Comptabilité analytique
- Gestion de stock
- Gestion de production
- Gestion des paiements